# Тимофеев, Николай Стагоранович
Никола́й Стагора́нович Тимофе́ев (также известен под псевдонимом «Нико лайТ»; род. 26 сентября 1971, Иваново, РСФСР, СССР) — российский певец, композитор, автор песен. Один из основателей и экс-солист группы «Огнетушитель» (1985—1988), «Интервью» (1988—1990) и «Дискотека Авария» (1990—2012). Лидер музыкального проекта "Нико лайТ и ДискотекА". Режиссёр своих видеоклипов (под псевдонимом «Stagoranovich»).

## Биография
Родился 26 сентября 1971 года в Иваново. В детстве занимался спортом, общественной работой, увлекался музыкой, пел, проводил дискотеки. Окончил Ивановский государственный энергетический университет.

### Создание группы «Дискотека Авария»
В 1985 году познакомился с Алексеем Рыжовым. Летом 1985 года они создали музыкальную группу «Огнетушитель». В 1988 году музыканты, ещё не будучи студентами Ивановского энергетического института, на базе ивановского клуба «Электрон» создали свою группу «Интервью». Чтобы заработать деньги на покупку аппаратуры для группы, они проводили дискотеки. Два года спустя случился инцидент, повлекший за собой новое название группы. На одном из танцевальных вечеров в клубе "Электрон" случилось электрическое замыкание в проводах, в зале погас свет. Ведущий вечера Николай Тимофеев со сцены произнёс: "Спокойно, мы — «Дискотека Авария»!", после чего вдруг внезапно зажглись софиты, заработал дискотечный свет, магнитофоны и дискотека продолжилась. Впоследствии это стало их новым названием. Первоначально это был дуэт Алексея Рыжова и Николая Тимофеева.
5 июня 1990 года на волнах областного радио города Иваново вышла в свет радиопрограмма «Дискотека Авария», вели которую Тимофеев и Рыжов. Через год её назвали самой популярной передачей на ивановском областном радио. Также Тимофеев и Рыжов выпускали программу на радиостанции «Европа Плюс Иваново» под названием «Европа+Авария».
В 1991 году к группе «Дискотека Авария» присоединился Олег Жуков, а в 1997 году, когда "Дискотека «Авария»" стала известной и успела выпустить свой дебютный альбом «Танцуй со мной», к группе присоединился Алексей Серов.
В составе группы «Дискотека „Авария“» Тимофеев выпустил семь номерных альбомов, снялся в 33 видеоклипах . Группой было выпущено несколько песен с сольным вокалом Тимофеева, среди которых — одна из популярнейших песен коллектива «Небо» из альбома «Маньяки», а также песни «Серенада», «Звезда», «Слова», «Планета Любовь», «Завтра», «The Disco of 10 th» и др. В 2004 году по итогам II ежегодной национальной телевизионной премии «Муз-ТВ» в области популярной музыки песня «Небо» в исполнении Николая Тимофеева в составе группы «Дискотека Авария» победила в двух номинациях — «Лучшая песня» и «Лучшее видео». Песня «Небо» становится одной из популярных песен группы. На основе песни вышел рекламный ролик компании «Пепси» с участием музыкантов.

### Сольная карьера
19 июля 2012 года на официальном сайте группы «Дискотека Авария» впервые появилось сообщение о том, что спустя 22 года совместной работы Тимофеев покидает коллектив, сделав выбор в пользу сольного творчества. Сообщалось, что Тимофеев не имеет права исполнять песни «Дискотеки „Авария“ на своих концертах, однако в 2013—2015 годах между Тимофеевым и Рыжовым произошла судебная тяжба из-за авторских прав на песни группы.
23 июля в СМИ Тимофеев опубликовал своё официальное обращение: "Обращаюсь ко всем поклонникам группы «Дискотека Авария» и хочу, чтобы вы знали, что к решению покинуть группу я пришёл не сам, меня вынудили это сделать. Наши личные и творческие взаимоотношения с коллегами зашли в тупик. Являясь создателем группы, я всегда желал, чтобы наша дружба и совместное творчество продолжались многие годы. Я не помышлял о сольной карьере, но все сложилось иначе.

### Николай Тимофеев (Нико лайТ)

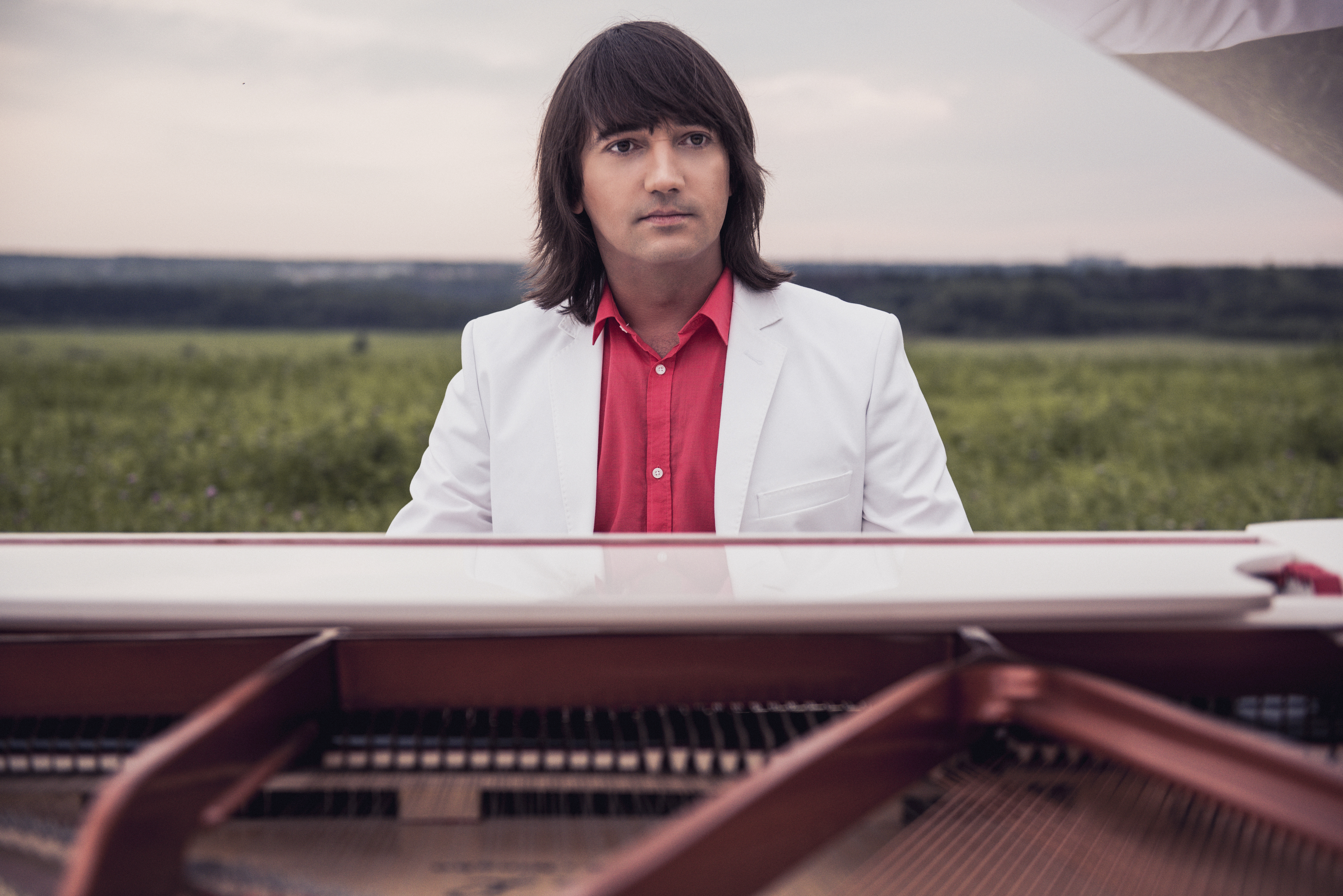
В 2013 году

24 ноября 2012 года Николай Тимофеев в Москве презентовал сольную программу «Начни сначала» и клип на песню «С Новым годом!» (музыка и слова — Н. Тимофеев и С. Кравченко), в котором также выступил как автор сценария и режиссёр. А 12 декабря 2012 года дебютировал с этим видеоклипом на музыкальных телеканалах.
3 января 2013 года на праздничном концерте, посвящённом Дню спасателя России, в эфире телеканала «Россия 1» состоялась премьера песни «Всё впереди!». Певец планировал приступить к съёмкам клипа на эту песню и соединить в нём реальные события из жизни совершенно разных людей, но съёмки так и не состоялись.
11 июня 2013 года в московском клубе «Ева Ривас» состоялась презентация песни и видео Тимофеева на песню «Ты меня волнуешь». Вскоре певец взял себе псевдоним Нико лайТ. В этот же период был снят клип на песню «Вперёд, Россия!».
В конце августа 2013 года состоялась премьера песни «Моя осень» (музыка — Г. Квенетадзе, слова — А. Фролов), а 26 сентября 2013 года, в день рождения Тимофеева, в эфире музыкального телеканала «Rusong TV» состоялся релиз нового клипа музыканта на эту композицию. Главную женскую роль в видеоклипе исполнила модель Анна Сеева.
12 июня 2014 года, в День России, состоялась премьера видеоклипа «Вперёд, Россия!», где Николай Тимофеев выступил в качестве режиссёра и одного из авторов песни. В том же году в ротацию Radio Metro и Милицейской волны попала песня «Лето, лето».
В 2015 году в ротацию на радиостанции попала песня «Теплоход».
18 февраля 2018 года Тимофеев представил новую песню «Для тебя», а также новый видеоклип. 14 июля в рамках проходящего чемпионата мира по футболу выступил с сольным концертом на площадке «Фестиваля болельщиков FIFA» в Сочи.
21 декабря 2018 года в программе «Русские перцы» на «Русском радио» Тимофеев представил новую песню «Nновогоднаяя» и свой новый новогодний проект «ХолодильНИК BAND». 9 января 2019 года вышел видеоклип на песню «Nновогоднаяя».
30 июня 2020 года вышла совместная с KrisTi песня «Лето! Лето!»
26 сентября 2020 года состоялась премьера песни «Улетим в небеса!»
1 декабря 2021 года вышел танцевальный трек «Фейерверки! Новый год!».
14 июня 2022 года в Youtube состоялась премьера Lyric Video песни «На танцполе!» (впервые представлена в 2012 году).
28 ноября 2024 года Тимофеев исполнил «Гимн России» перед матчем между женским сборными России и Азербайджана по футболу.

## Судебная тяжба
3 декабря 2013 года в Октябрьский районный суд города Иваново поступил иск Алексея Рыжова к Николаю Тимофееву о компенсации за нарушение авторских прав на сумму в 2,7 млн рублей.
В марте 2014 года Алексей Рыжов попытался оспорить решение Октябрьского районного суда города Иваново, подав жалобу в Ивановский областной суд, мотивируя свой иск тем, что ему были причинены нравственные страдания, и требуя с Николая Тимофеева компенсации морального вреда в двукратном размере за использование его музыкальных произведений. Но, судебная коллегия Ивановского областного суда оставила частную жалобу Рыжова А. О. без удовлетворения, оставив без изменения определение Октябрьского районного суда.
В марте 2015 года появилась информация о пересмотре дела, частичном удовлетворении иска Рыжова и взыскании с Тимофеева 1,7 млн рублей. Но адвокат Тимофеева заявил, что тяжба продолжается, «и ни одна из сторон спора не может заявить о том, что разбирательство окончено и у неё на руках есть официальный судебный акт, согласно которому уже можно что-либо истребовать с другой стороны».
В июле 2015 года финансовое взыскание с Николая Тимофеева было отменено.
Верховный суд России решил не пересматривать судебные акты нижестоящих инстанций, которые по иску автора песен группы «Дискотека Авария» Алексея Рыжова запретили экс-солисту Николаю Тимофееву исполнять три написанные Рыжовым песни.
Верховный суд отклонил кассационные жалобы, поданные как Тимофеевым, так и Рыжовым. Оба просили передать дело на рассмотрение в судебную коллегию по экономическим спорам. Однако ВС оснований для пересмотра судебных актов не нашёл.

## Творчество

### Песни
- 2012 — С новым годом!
- 2012 — На танцполе
- 2012 — Диско Найт
- 2012 — Всё впереди
- 2012 — Ты меня волнуешь
- 2012 — Я в тебя верю!
- 2013 — 100 друзей
- 2013 — Моя осень
- 2014 — Время побед
- 2014 — Вперёд, Россия! (не издавалась на площадках)
- 2014 — Лето! Лето (feat. Kristi)
- 2015 — Теплоход
- 2015 — Смуглянка (feat. Глюкоза) (не издавалась на площадках)
- 2018 — Для тебя
- 2018 — Для тебя (Февраль)
- 2018 — Nновогоднаяя (как ХолодильНИК Band)[19]
- 2019 — Калядачкi (feat. Песняры) (не издавалась на площадках)
- 2020 — Улетим в небеса!
- 2020 — И вновь продолжается бой (не издавалась на площадках)
- 2021 — Фейерверки! Новый год!
- 2025 — Вечная любовь (сл. Владимир Налётов, муз. Владимир Королёв, Александр Лукичёв)

### Видеоклипы
- 2012 — С Новым годом! (режиссёр — Николай Тимофеев)
- 2013 — Ты меня волнуешь (режиссёр — Александр Селивёрстов, оператор — Алексей Куприянов)
- 2013 — Моя осень (режиссёр — Stagoranovich, оператор — Д. Панов)
- 2013 — Моя осень ремикс (режиссёр — Stagoranovich)
- 2013 — С Новым годом! Ёлочка remix (режиссёр — Stagoranovich)
- 2014 — Вперёд Россия! (режиссёры — Stagoranovich, Александр Селивёрстов)
- 2014 — 100 Друзей (режиссёр — Stagoranovich)
- 2018 — Для тебя (режиссёры — Stagoranovich & Shahova)
- 2018 — Nновогоднаяя / ХолодильНИК BAND (режиссёр — Stagoranovich)
- 2022 — На танцполе (Lyric Video)

### Фильмография
- 2003 — Снежная королева — разбойник
- 2006—2010 — Слава Богу, ты пришёл! — гость
- 2008 — Как казаки... — пограничник № 3
- 2008 — Астерикс на Олимпийских играх — Бета (дубляж)
- 2010 — Ранетки — камео
- 2011 — Всё включено — эпизод
- 2011 — Беременный — камео
- 2011 — Новые приключения Аладдина — разбойник

### Телевидение
- 2004 — «ОСП-Студия»[20] (телеканал СТС)
- 2005 — «Хорошие шутки»[21] (телеканал СТС)
- 2009 — «Слава богу, ты пришел!»[22] (телеканал СТС)
- 2011 — «Большая разница» (телеканал Первый канал)
- 2011 — «Ещё!»[23] (телеканал ТНТ)
- 2013 — «TRENDY»[24] (телеканал Пятница!)
- 2013 — «НТВ утром»[25] (телеканал НТВ)
- 2013 — «Утро»[26] (телеканал Москва 24)
- 2014 — «WELCOME SHOW»[27] (телеканал Юмор TV)
- 2015 — «Последние из...»[28] (телеканал Москва 24)
- 2015 — «Плакаты»[29] («Н-Радио» Иваново)
- 2018 — «Русские перцы»[30] (Русское радио)
- 2019 — «Стол заказов»[31] (телеканал RU.TV)

### Радио
- 2013 — «Рейс 11-14»[32] (Маяк)
- 2015 — «Плакаты»[33] (Н-Радио Иваново)
- 2018 — «Русские перцы»[34] (Русское радио)